# Stedfamilie
En stedfamilie er en familie, hvor børn bor sammen med én af sine biologiske (eller adoptiv-) forældre og en anden voksen som farens nye hustru, som kaldes  stedmor, eller morens nye mand, som kaldes stedfar. I forhold til stedforældrene kaldes børnene for stedbørn (steddatter eller stedsøn). Det er ikke usædvanligt, at gengifte forældre begge har børn fra tildigere ægteskaber eller forhold, hvilket medfører krydsende relationer i familien. Børnene er stedsøskende til hinanden (stedsøster eller stedbror).
Børn, der har én fælles biologisk forælder, kaldes for halvsøskende (halvsøster eller halvbror), uanset om de lever sammen i en stedfamilie eller ej. Børn af halvsøskende kaldes for halvkusiner i forhold til hinanden.